# NGC 5083
NGC 5083 is een balkspiraalstelsel in het sterrenbeeld Jachthonden. Het hemelobject werd op 14 juni 1885 ontdekt door de Amerikaanse astronoom Lewis A. Swift.

## Synoniemen
- UGC 8367
- MCG 7-27-59
- ZWG 217.28
- IRAS13167+3951
- PGC 46413